# La Bretagne libertaire

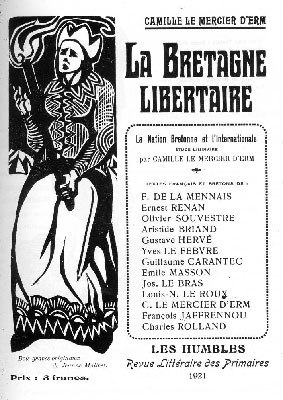
Numéro d'avril 1921.

La Bretagne libertaire est une publication bretonne parue en 1921.
Camille Le Mercier d'Erm lance le journal en 1921, avec un article « La Nation bretonne et l’Internationale ». On retrouve dans cette revue des textes français et bretons de Félicité Robert de Lamennais, Ernest Renan, Olivier Souvestre, Aristide Briand, Gustave Hervé, Yves Le Febvre, G. Garantec, Émile Masson, Jos Le Bras, Louis-Napoléon Le Roux, Le Mercier d'Erm, François Jaffrennou, et Charlez Rolland ; bois gravés par Jeanne Malivel.
Titre paru comme cahiers 4-5 (6e série) de la revue des Primaires Les Humbles (avril-mai 1921, 64 p.) de Maurice Wullens.

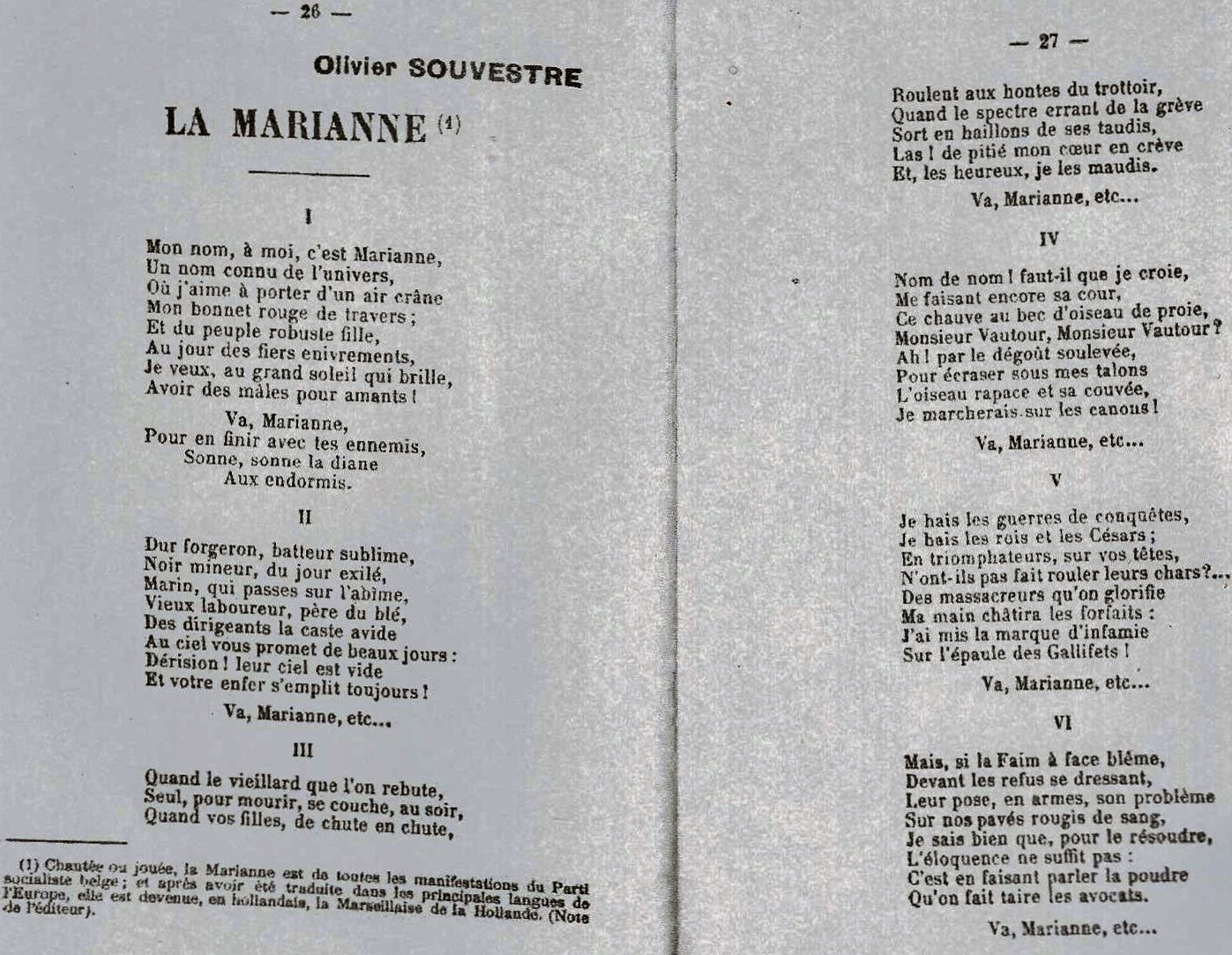
Le texte de "La Marianne", chanson d'Olivier Souvestre [Souêtre], publié dans La Bretagne libertaire.